# Hnan-Isho I
Hnan-Isho (... – Mosul, 701) è stato un vescovo cristiano orientale e scrittore siro, metropolita di Seleucia-Ctesifonte e patriarca della Chiesa d'Oriente dal 686 al 701.

## Biografia
Non si conosce quasi nulla di Hnan-Isho prima della sua elevazione al trono patriarcale. Era discepolo di Gabriel Qaṭraya nella scuola teologica di Seleucia.
Alla morte del patriarca Giovanni I bar Marta, dopo 2 anni circa di sede vacante, fu chiamato a succedergli nel 686. Barebreo racconta che, quando il califfo Abd al-Malik ibn Marwan gli chiese cosa pensasse dell'islam, il patriarca rispose che si trattava di una religione stabilita con la spada e non una fede confermata dai miracoli, come la fede cristiana e quella ebraica. Il califfo ordinò di tagliarli la lingua, ma poi cambiò idea, ma non volle mai più averlo in sua presenza.
Il metropolita di Nisibi Yohannan di Dasen, detto Giovanni il lebbroso, colse l'occasione di questa sua impopolarità, per impadronirsi del patriarcato: dopo averlo fatto imprigionare, lo fece deportare verso le montagne. Durante il viaggio fu gettato da una rupe: ne uscì vivo, ma rimase zoppo. Questi fatti avvennero tra il 693 e il 695, epoca durante la quale il patriarcato fu governato dall'usurpatore Yohannan di Dasen.
Quando riprese il potere, Hnan-Isho preferì non rientrare a Al-Mada'in e si ritirò nel monastero di Giona, nei pressi di Mosul, dove morì attorno al 699/700 o al 701.

## Opere
Sono note diverse opere letterarie scritte da Hnan-Isho, tra cui alcune omelie e discorsi, alcune lettere, una biografia del suo contemporaneo Sergio Dawada, un trattato sul ruolo della scuola. Di lui restano anche alcuni canoni giuridici sul diritto ereditario e un commento su opere di Aristotele. Di altri scritti, in particolare un commento sui vangeli, resta solo il ricordo, di cui fa menzione lo storico nestoriano ʿAmr ibn Mattā.

## La tomba
Nel 1349, furono riesumati i resti di Hnan-Isho. Quando la tomba fu aperta il suo corpo, adagiato in una bara di platano, fu trovato in un discreto stato di conservazione. Lo storico ʿAmr ibn Mattā, che fu testimone oculare del fatto, racconta che la sua tomba divenne un luogo di pellegrinaggio. Successivamente il monastero di Giona fu confiscato e trasformato in moschea. Quando Tamerlano vi si recò nel 1393, gli fu presentata la tomba del profeta Giona. Questa "tomba di Giona" fu distrutta nel 2014 dai miliziani dell'Isis. Alcuni storici sospettano che la tomba venerata negli ultimi secoli dai musulmani non fosse nient'altro che il luogo di sepoltura di un patriarca cristiano.